# Jimmy Turnbull
James „Jimmy” Turnbull (ur. 23 maja 1886, zm. 19 września 1960) – szkocki piłkarz, który występował na pozycji napastnika.
Po występach w szkockich klubach, Falkirk, Dundee F.C. i Rangers, w 1904 przeszedł do Preston North End. Następnie grał w Leyton, skąd w maju 1907 przeszedł do Manchesteru United. Z United zdobył tytuł mistrza Anglii oraz Puchar Anglii. W sumie biorąc pod uwagę rozgrywki ligowe i pucharowe, wystąpił w United w 78 meczach i zdobył 45 bramek.
W 1910 odszedł do Bradford Park Avenue, gdzie grał przez dwa lata. W sezonie 1912/1913 był zawodnikiem Chelsea. Przed zakończeniem piłkarskiej kariery grał jeszcze w kilku klubach amatorskich.

## Sukcesy
Manchester United
- Mistrzostwo Anglii (1): 1907/1908
- Puchar Anglii (1): 1908/1909